# James Outram
Sir James Outram (født 29. januar 1803 i Butterley Hall ved Ripley, Derbyshire, død 11. marts 1863 i Pau) var en engelsk general.
Kun 16 år gammel trådte han som kadet ind i det Det britiske Ostindiske kompagnis hær og deltog i felttoget 1838—1840. Han beklædte efter krigen forskellige administrationsposter i Ostindien, indtil hans opposition mod den ostindiske regerings foranstaltninger foranledigede hans fjernelse. Han gik da 1852 tilbage til England, vendte imidlertid 1854 tilbage som resident i Lakhnau og fik 1857 som generalløjtnant overkommandoen over den engelske hær mod Persien, som han besejrede. Senere kæmpede han med dygtighed under Sepoyoprøret, særlig ved Lakhnau, hvor han, efter en fuldstændig erobring af Oudh 1858, overtog administrationen. Han blev medlem af det øverste regeringsråd i Kalkutta, men måtte allerede 1860 af helbredshensyn vende tilbage til England. Oudh, der kaldtes Indiens Bayard, var elsket af de indfødte, over hvem han havde stor indflydelse. Outram har skrevet Notes of the campaign in Scinde and Afghanistan (London 1840) og The conquest of Scinde (London 1846).